# Bahnhof Eisenhüttenstadt
Der Bahnhof Eisenhüttenstadt, ehemals Fürstenberg (Oder), ist der einzige Bahnhof der Stadt Eisenhüttenstadt und liegt an der Bahnstrecke Berlin–Guben. Bahnhofsdienstgebäude und Wartesaal sind denkmalgeschützt. Der Bahnhof wurde 2022 täglich von rund 2000 Reisenden genutzt.

## Geschichte

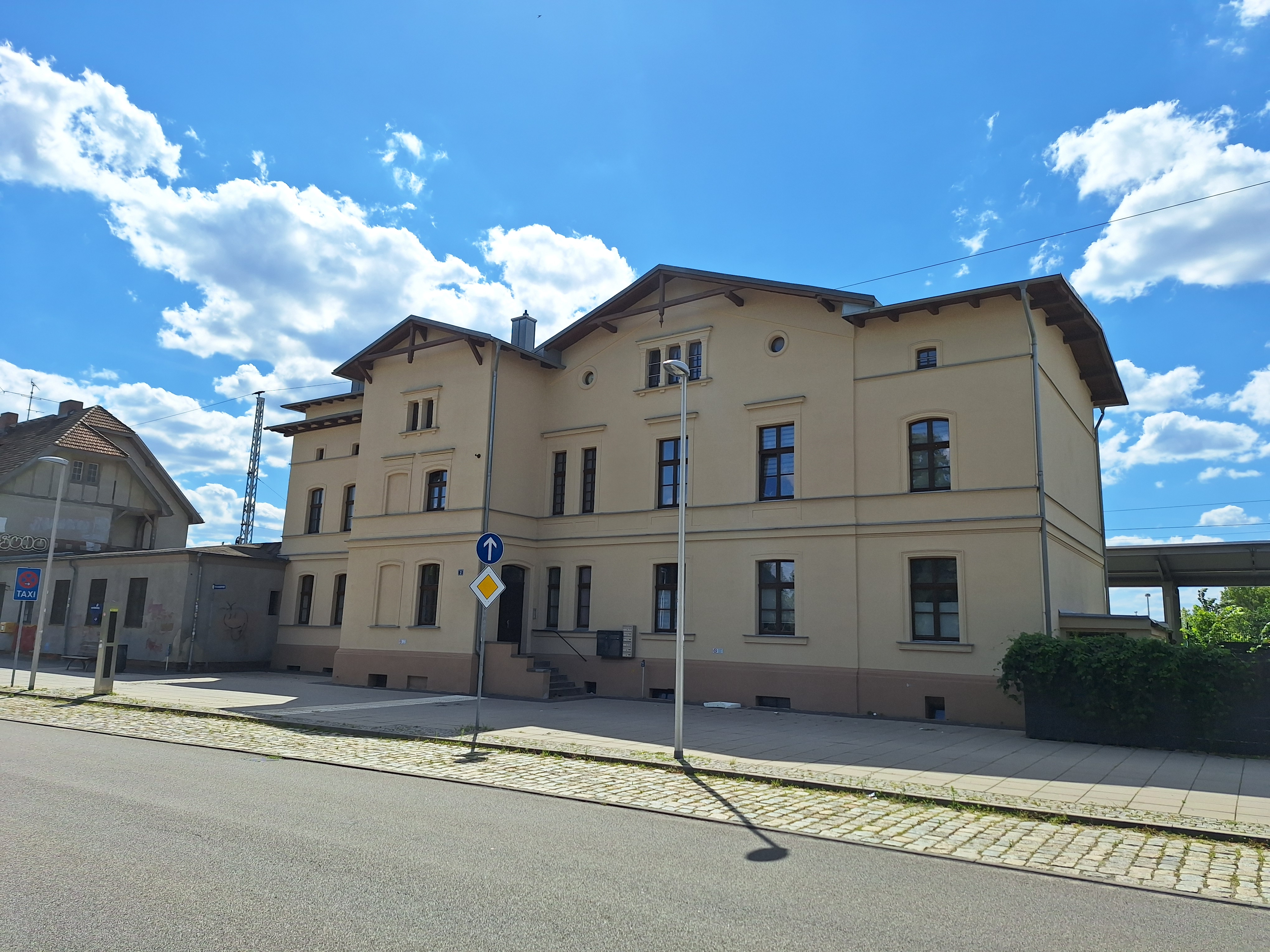
Bahnhofsgebäude von ca. 1848

Der Bahnhof Fürstenberg (Oder) wurde am 1. September 1846 in einer Entfernung von 1,0 km westlich der Innenstadt der Stadt Fürstenberg (Oder) zusammen mit dem Abschnitt Frankfurt–Bunzlau der Niederschlesisch-Märkischen Eisenbahn in Betrieb genommen. Das erste Empfangsgebäude wurde um 1848 fertiggestellt.
Aufgrund des steigenden Güterverkehrsaufkommens wurde der Bahnhof zwischen 1854 und 1910 um mehrere Güterschuppen ergänzt. 1898 und 1900 wurde das Empfangsgebäude um Sanitäranlagen und einen Wartesaal erster und zweiter Klasse erweitert. 1908 wurde für das steigende Personenverkehrsaufkommen ein neues zweistöckiges Empfangsgebäude in Massivbauweise mit Klinkerfassade errichtet und danach das alte Empfangsgebäude zu einem Wohngebäude umgebaut.
Um 1930 verband die Deutsche Reichsbahn gegen den Willen der Stadt Fürstenberg (Oder) die beiden Gebäude mit einem eingeschossigen Gebäudetrakt. In den 1930er Jahren wurden im Bahnhof zwei mechanische Stellwerke der Bauform Einheit gebaut: Das Wärterstellwerk Fst, später W2 genannt, am Südkopf und das Fahrdienstleiterstellwerk Frb, später B1, am Nordkopf.
Ab 1950 wuchs die Bedeutung des Bahnhofs durch den Bau von Stalinstadt und des Eisenhüttenkombinats Ost. Aus diesem Grund plante die Deutsche Reichsbahn ein repräsentatives Empfangsgebäude, das zur neuen Stadt auf der Westseite ausgerichtet sein sollte. Diese Pläne wurden jedoch nicht umgesetzt. Noch vor der Eingemeindung von Fürstenberg (Oder) nach Eisenhüttenstadt 1961 wurde der Bahnhof 1959 oder 1960 in Eisenhüttenstadt umbenannt.
Die beiden mechanischen Stellwerke im Bahnhof wurden am 2. Juli 2016 außer Betrieb genommen und durch ein am 11. Juli 2016 in Betrieb genommenes elektronisches Stellwerk der Bauform SIMIS D, das vom Bahnhof Frankfurt (Oder) Oderbrücke aus ferngesteuert wird, ersetzt. Zwischen 2020 und 2022 wurde der Bahnhof umfassend saniert: Das Bahnsteigdach wurde neu gebaut, drei Aufzüge wurden eingebaut und der Mittelbahnsteig mit zwei Bahnsteiggleisen wurde auf eine Länge von 220 Metern verlängert. Dafür wurden 10 Millionen Euro aufgewendet.
Das alte Bahnhofsgebäude von ca. 1848 wird heute als Wohnhaus genutzt.

## Verkehrsanbindung

### Regionalverkehr
Der Bahnhof wird von DB Station&Service in die Preisklasse 5 einsortiert. Er liegt in der Tarifzone 6375 des Verkehrsverbundes Berlin-Brandenburg. Am Bahnhof stehen Fahrradstell- und Parkplätze bereit. Der Mittelbahnsteig ist von beiden Seiten durch einen Tunnel durch drei Aufzüge barrierefrei erreichbar. Außerdem ist der Bahnhof an das Busnetz angeschlossen und es gibt Taxiverbindungen. Die Adresse lautet Eisenbahnstraße 2. Südlich des Personenbahnhofes liegen mehrere Ausweich- und Abstellgleise.
| Linie                    | Linienverlauf | Takt (min)                | EVU              |
| ------------------------ | --- | ------------------------- | ---------------- |
| RE 1                     | (Cottbus Hbf – Guben –) Eisenhüttenstadt – Frankfurt (Oder) – Berlin Hbf – Potsdam Hbf – Brandenburg Hbf – Magdeburg Hbf          | HVZ-Zeit                  | ODEG             |
| RE 1                     | Cottbus Hbf – Guben – Eisenhüttenstadt – Frankfurt (Oder)                                                                         | einzelne Züge nachmittags | ODEG             |
| RE 10                    | Frankfurt (Oder) – Eisenhüttenstadt – Guben – Cottbus Hbf – Finsterwalde – Falkenberg (Elster) – Torgau – Eilenburg – Leipzig Hbf | 120                       | DB Regio Nordost |
| RB 43                    | Frankfurt (Oder) – Eisenhüttenstadt – Guben – Cottbus Hbf – Finsterwalde – Doberlug-Kirchhain – Falkenberg (Elster)               | 120                       | DB Regio Nordost |
| Stand: 15. Dezember 2024 | |                           |                  |

Die Linien RE 10 und RB 43 überlagern sich zwischen Frankfurt (Oder) und Cottbus zu einem Stundentakt.

### Öffentlicher Nahverkehr
Auf dem Bahnhofsvorplatz halten Busse des Busverkehr Oder-Spree, an denen unter anderem der PlusBus des Verkehrsverbund Berlin-Brandenburg auf folgender Verbindung verkehrt:
- Linie 400: Eisenhüttenstadt ↔ Fünfeichen ↔ Schlaubetal ↔ Grunow ↔ Beeskow